# La fonda de Santo Domingo
La fonda de Santo Domingo är en klassisk restaurang ett kvarter från Plaza de Santo Domingo i centrala Mexico Citys historiska centrum, inte långt från Zocalo. Restaurangen har anor från 1700-talet. På menyn finns många mexikanska specialiteter med chiles en nogada som toppnummer. Lokalen är traditionellt utsmyckad med skurna prydnader i färgat papper, och normalt spelas mexikanska evergreens från 20- till 40-talet av en trio.